# Krivaja (Bačka Topola)
Krivaja (en cirílico: Криваја) es un pueblo serbio ubicado en la provincia autónoma de Voivodina. Es parte del municipio de Bačka Topola en el distrito de Bačka del Norte. En el censo de 2011, tenía 653 habitantes. Tiene mayoría étnica serbia.

## Demografía
| Gráfica de evolución demográfica de Krivaja entre 1948 y 2011 |
|                                                               |